# Pilaria imbecilla imbecilla
Pilaria imbecilla imbecilla is een ondersoort van de tweevleugelige Pilaria imbecilla uit de familie steltmuggen (Limoniidae). De soort komt voor in het Nearctisch gebied.